# Antonio de Urbina y Melgarejo

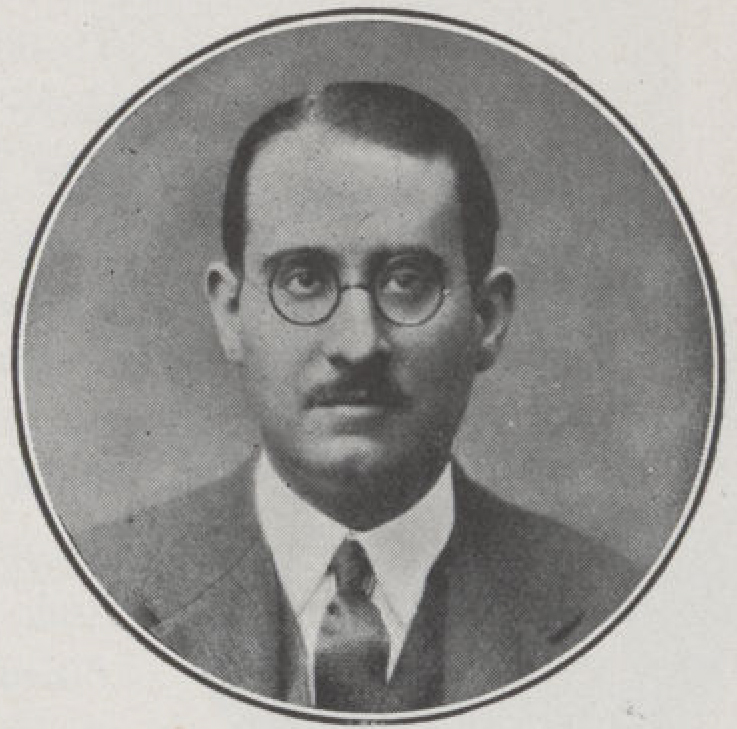
Retrato de Antonio de Urbina y Melgarejo

Antonio de Urbina y Melgarejo, marqués de Rozalejo y del Vado (Murcia, 31 de marzo de 1894-Madrid, 27 de febrero de 1967) fue un político español. 

## Biografía
Ingeniero agrónomo de profesión, fue gentilhombre de cámara de Alfonso XIII. En 1927 la dictadura de Primo de Rivera lo nombró representante de actividades de la Vida Nacional de la Asamblea Nacional Consultiva.
Durante la guerra civil española fue Teniente de Requetés. En 1937 fue gobernador civil de Guipúzcoa y posteriormente de otras provincias españolas. Estuvo adscrito a organismos agrícolas y de obras públicas y fue miembro del consejo privado de Juan de Borbón. En 1958 fue nombrado consejero nacional del régimen franquista.
Obtuvo la Gran Cruz del Mérito Agrícola, Cruz de Guerra, medalla de oro de la Asociación de Agricultores de Francia, Medalla Militar de Somosierra, Gran Oficial de la Corona de Italia y otras condecoraciones.
Estuvo casado con María Leonor de la Quintana, con quien tuvo por hijos a Fernando (sacerdote), Rafael, José Antonio, Juan Cayetano, Alfonso y Santiago Urbina de la Quintana.

## Obras
- Cheste o todo un siglo: 1809-1906 (1935)
- El espadón de Loja o un doctrinario sin doctrina
- Liniers y Napoleón (1945)
- Las invasiones inglesas del Río de la Plata[1]